# Cellio
Cellio är en ort och frazione i kommunen Cellio con Breia i provinsen Vercelli i regionen Piemonte, Italien. Cellio var före den 1 januari 2018 en egen kommun, men slogs då samman med Breia för att bilda kommunen Cellio con Breia. Kommunen hade före sammanslagningen 824 invånare.